# Josep Lloret i Colell
Josep Lloret i Collell (Palamós, 1943) és un promotor musical català. Estudià Enginyeria Tècnica a Barcelona, però es dedicà a la música. Va promoure la creació de Joventuts Musicals de Torroella de Montgrí i l'organització del Festival Internacional de Música, del qual ha estat el director artístic i gerent des del 1989 fins al 2011.
El 1999-2000 fou director artístic del Cicle Auditori XXII de l'Auditori de Barcelona.
També ha estat director del Festival de Músiques Religioses del Món de Girona i membre de la junta directiva de les Joventuts Musicals de Catalunya.
EL 2008 va rebre un dels Premis d'Actuació Cívica de la Fundació Lluís Carulla